# Lijst van gouverneurs van New York

Zegel van de staat New York

Dit is een lijst van de gouverneurs van de Amerikaanse staat New York. De huidige gouverneur van New York, sinds het gedwongen vertrek van Andrew Cuomo in augustus 2021, is Kathy Hochul; zij is evenals haar voorganger van de Democratische Partij.
Prominenten die hebben gediend als gouverneur van New York zijn onder anderen: George Clinton (later vicepresident), John Jay (eerder minister van Buitenlandse Zaken en later opperrechter voor het Hooggerechtshof),Daniel Tompkins (later vicepresident), DeWitt Clinton (genomineerd presidentskandidaat 1812), Martin Van Buren (later president),
William Marcy (later minister van Oorlog en Buitenlandse Zaken), William Seward (later minister van Buitenlandse Zaken), Horatio Seymour (genomineerd presidentskandidaat 1868), John Adams Dix (later minister van Financiën), Samuel Tilden (genomineerd presidentskandidaat 1876), Grover Cleveland (later president), Levi Morton (later vicepresident), Theodore Roosevelt (later president), Charles Evans Hughes (genomineerd presidentskandidaat 1916 en later minister van Buitenlandse Zaken en opperrechter voor het Hooggerechtshof), Al Smith (genomineerd presidentskandidaat 1928), Franklin Delano Roosevelt (later president), Thomas Dewey (genomineerd presidentskandidaat 1944 en 1948), William Averell Harriman (eerder minister van Economische Zaken), Nelson Rockefeller (later vicepresident), Mario Cuomo (prominent politicus) en Andrew Cuomo (eerder ministers van Volkshuisvesting en Stedelijke Ontwikkeling).

## Gouverneurs van New York (1777–heden)
| Nr.  | Gouverneur van New York Governor of New York | Gouverneur van New York Governor of New York | Gouverneur van New York Governor of New York | Ambtstermijn     | Ambtstermijn     | Partij(en) | Verkiezing(en) |
| ---- | -------------------------------------------- | -------------------------------------------- | -------------------------------------------- | ---------------- | ---------------- | ---------- | -------------- |
| 1    |                                              | George Clinton                               | George Clinton (1739–1812)                   | 1 juli 1777      | 30 juni 1795     | DR         | 1777           |
| 1    | 1780                                         | George Clinton                               | George Clinton (1739–1812)                   | 1 juli 1777      | 30 juni 1795     | DR         |                |
| 1    | 1783                                         | George Clinton                               | George Clinton (1739–1812)                   | 1 juli 1777      | 30 juni 1795     | DR         |                |
| 1    | 1786                                         | George Clinton                               | George Clinton (1739–1812)                   | 1 juli 1777      | 30 juni 1795     | DR         |                |
| 1    | 1789                                         | George Clinton                               | George Clinton (1739–1812)                   | 1 juli 1777      | 30 juni 1795     | DR         |                |
| 1    | 1792                                         | George Clinton                               | George Clinton (1739–1812)                   | 1 juli 1777      | 30 juni 1795     | DR         |                |
| 2    |                                              | John Jay                                     | John Jay (1745–1829)                         | 1 juli 1795      | 30 juni 1801     | F          | 1795           |
| 2    | 1798                                         | John Jay                                     | John Jay (1745–1829)                         | 1 juli 1795      | 30 juni 1801     | F          |                |
| (1)  |                                              | George Clinton                               | George Clinton (1739–1812)                   | 1 juli 1801      | 30 juni 1804     | DR         | 1801           |
| 3    |                                              | Morgan Lewis                                 | Morgan Lewis (1754–1844)                     | 1 juli 1804      | 30 juni 1807     | DR         | 1804           |
| 4    |                                              | Daniel Tompkins                              | Daniel Tompkins (1774–1825)                  | 1 juli 1807      | 24 februari 1817 | DR         | 1807           |
| 4    | 1810                                         | Daniel Tompkins                              | Daniel Tompkins (1774–1825)                  | 1 juli 1807      | 24 februari 1817 | DR         |                |
| 4    | 1813                                         | Daniel Tompkins                              | Daniel Tompkins (1774–1825)                  | 1 juli 1807      | 24 februari 1817 | DR         |                |
| 4    | 1816                                         | Daniel Tompkins                              | Daniel Tompkins (1774–1825)                  | 1 juli 1807      | 24 februari 1817 | DR         |                |
| 5    |                                              | John Tayler                                  | John Tayler (1742–1829)                      | 24 februari 1817 | 30 juni 1817     | DR         |                |
| 6    |                                              | DeWitt Clinton                               | DeWitt Clinton (1769–1828)                   | 1 juli 1817      | 31 december 1822 | DR         | 1817           |
| 6    | 1820                                         | DeWitt Clinton                               | DeWitt Clinton (1769–1828)                   | 1 juli 1817      | 31 december 1822 | DR         |                |
| 7    |                                              | Joseph Yates                                 | Joseph Yates (1768–1837)                     | 1 januari 1823   | 31 december 1824 | DR         | 1822           |
| (6)  |                                              | DeWitt Clinton                               | DeWitt Clinton (1769–1828)                   | 1 januari 1825   | 11 februari 1828 | DR         | 1824           |
| (6)  | 1826                                         | DeWitt Clinton                               | DeWitt Clinton (1769–1828)                   | 1 januari 1825   | 11 februari 1828 | DR         |                |
| 8    |                                              |                                              | Nathaniel Pitcher (1777–1836)                | 11 februari 1828 | 31 december 1828 | DR         |                |
| 9    |                                              | Martin Van Buren                             | Martin Van Buren (1782–1862)                 | 1 januari 1829   | 12 maart 1829    | D          | 1828           |
| 10   |                                              | Enos Throop                                  | Enos Throop (1884–1874)                      | 12 maart 1829    | 31 december 1832 | D          | 1828           |
| 10   | 1830                                         | Enos Throop                                  | Enos Throop (1884–1874)                      | 12 maart 1829    | 31 december 1832 | D          |                |
| 11   |                                              | William Marcy                                | William Marcy (1786–1857)                    | 1 januari 1833   | 31 december 1838 | D          | 1832           |
| 11   | 1834                                         | William Marcy                                | William Marcy (1786–1857)                    | 1 januari 1833   | 31 december 1838 | D          |                |
| 11   | 1836                                         | William Marcy                                | William Marcy (1786–1857)                    | 1 januari 1833   | 31 december 1838 | D          |                |
| 12   |                                              | William Seward                               | William Seward (1801–1872)                   | 1 januari 1839   | 31 december 1842 | W          | 1838           |
| 12   | 1840                                         | William Seward                               | William Seward (1801–1872)                   | 1 januari 1839   | 31 december 1842 | W          |                |
| 13   |                                              | William Bouck                                | William Bouck (1786–1859)                    | 1 januari 1843   | 31 december 1844 | D          | 1842           |
| 14   |                                              | Silas Wright                                 | Silas Wright (1795–1847)                     | 1 januari 1845   | 31 december 1846 | D          | 1844           |
| 15   |                                              | John Young                                   | John Young (1802–1852)                       | 1 januari 1847   | 31 december 1848 | W          | 1846           |
| 16   |                                              | Hamilton Fish                                | Hamilton Fish (1808–1893)                    | 1 januari 1849   | 31 december 1850 | W          | 1848           |
| 17   |                                              | Washington Hunt                              | Washington Hunt (1811–1867)                  | 1 januari 1851   | 31 december 1852 | W          | 1850           |
| 18   |                                              | Horatio Seymour                              | Horatio Seymour (1810–1886)                  | 1 januari 1853   | 31 december 1854 | D          | 1852           |
| 19   |                                              | Myron Clark                                  | Myron Clark (1806–1892)                      | 1 januari 1855   | 31 december 1856 | W          | 1854           |
| 20   |                                              | John Alsop King                              | John Alsop King (1788–1867)                  | 1 januari 1857   | 31 december 1858 | R          | 1856           |
| 21   |                                              | Edwin Morgan                                 | Edwin Morgan (1811–1883)                     | 1 januari 1859   | 31 december 1862 | R          | 1858           |
| 21   | 1860                                         | Edwin Morgan                                 | Edwin Morgan (1811–1883)                     | 1 januari 1859   | 31 december 1862 | R          |                |
| (18) |                                              | Horatio Seymour                              | Horatio Seymour (1810–1886)                  | 1 januari 1863   | 31 december 1864 | D          | 1862           |
| 22   |                                              | Reuben Fenton                                | Reuben Fenton (1819–1885)                    | 1 januari 1865   | 31 december 1868 | NU         | 1864           |
| 22   |                                              | Reuben Fenton                                | Reuben Fenton (1819–1885)                    | 1 januari 1865   | 31 december 1868 | R          | 1866           |
| 23   |                                              | John Hoffman                                 | John Hoffman (1828–1888)                     | 1 januari 1869   | 31 december 1872 | D          | 1868           |
| 23   | 1870                                         | John Hoffman                                 | John Hoffman (1828–1888)                     | 1 januari 1869   | 31 december 1872 | D          |                |
| 24   |                                              | John Adams Dix                               | John Adams Dix (1898–1879)                   | 1 januari 1873   | 31 december 1874 | R          | 1872           |
| 25   |                                              | Samuel Tilden                                | Samuel Tilden (1814–1886)                    | 1 januari 1875   | 31 december 1876 | D          | 1874           |
| 26   |                                              | Lucius Robinson                              | Lucius Robinson (1810–1891)                  | 1 januari 1877   | 31 december 1879 | D          | 1876           |
| 27   |                                              | Alonzo Cornell                               | Alonzo Cornell (1832–1904)                   | 1 januari 1880   | 31 december 1882 | R          | 1879           |
| 28   |                                              | Grover Cleveland                             | Grover Cleveland (1837–1908)                 | 1 januari 1883   | 6 januari 1885   | D          | 1882           |
| 29   |                                              | David Hill                                   | David Hill (1843–1910)                       | 6 januari 1885   | 31 december 1891 | D          | 1882           |
| 29   | 1885                                         | David Hill                                   | David Hill (1843–1910)                       | 6 januari 1885   | 31 december 1891 | D          |                |
| 29   | 1888                                         | David Hill                                   | David Hill (1843–1910)                       | 6 januari 1885   | 31 december 1891 | D          |                |
| 30   |                                              | Roswell Flower                               | Roswell Flower (1835–1899)                   | 1 januari 1892   | 31 december 1894 | D          | 1891           |
| 31   |                                              | Levi Morton                                  | Levi Morton (1824–1920)                      | 1 januari 1895   | 31 december 1896 | R          | 1894           |
| 32   |                                              | Frank Black                                  | Frank Black (1853–1913)                      | 1 januari 1897   | 31 december 1899 | R          | 1896           |
| 33   |                                              | Theodore Roosevelt                           | Theodore Roosevelt (1858–1919)               | 1 januari 1899   | 31 december 1900 | R          | 1898           |
| 34   |                                              | Benjamin Odel                                | Benjamin Odel (1854–1926)                    | 1 januari 1901   | 31 december 1904 | R          | 1900           |
| 34   | 1902                                         | Benjamin Odel                                | Benjamin Odel (1854–1926)                    | 1 januari 1901   | 31 december 1904 | R          |                |
| 35   |                                              | Frank Higgins                                | Frank Higgins (1856–1907)                    | 1 januari 1905   | 31 december 1906 | R          | 1904           |
| 36   |                                              | Charles Evans Hughes                         | Charles Evans Hughes (1862–1948)             | 1 januari 1907   | 6 oktober 1910   | R          | 1906           |
| 36   | 1908                                         | Charles Evans Hughes                         | Charles Evans Hughes (1862–1948)             | 1 januari 1907   | 6 oktober 1910   | R          |                |
| 37   |                                              | Horace White                                 | Horace White (1865–1943)                     | 6 oktober 1910   | 31 december 1910 | R          |                |
| 38   |                                              | John Alden Dix                               | John Alden Dix (1860–1928)                   | 1 januari 1911   | 31 december 1912 | D          | 1910           |
| 39   |                                              | William Sulzer                               | William Sulzer (1863–1941)                   | 1 januari 1913   | 17 oktober 1913  | D          | 1912           |
| 40   |                                              | Martin Glynn                                 | Martin Glynn (1871–1924)                     | 17 oktober 1913  | 31 december 1914 | D          | 1912           |
| 41   |                                              | Charles Whitman                              | Charles Whitman (1868–1947)                  | 1 januari 1915   | 31 december 1918 | R          | 1914           |
| 41   | 1916                                         | Charles Whitman                              | Charles Whitman (1868–1947)                  | 1 januari 1915   | 31 december 1918 | R          |                |
| 42   |                                              | Al Smith                                     | Al Smith (1873–1941)                         | 1 januari 1919   | 31 december 1920 | D          | 1918           |
| 43   |                                              | Nathan Miller                                | Nathan Miller (1868–1953)                    | 1 januari 1921   | 31 december 1922 | R          | 1920           |
| (42) |                                              | Al Smith                                     | Al Smith (1873–1941)                         | 1 januari 1923   | 31 december 1928 | D          | 1922           |
| (42) | 1924                                         | Al Smith                                     | Al Smith (1873–1941)                         | 1 januari 1923   | 31 december 1928 | D          |                |
| (42) | 1926                                         | Al Smith                                     | Al Smith (1873–1941)                         | 1 januari 1923   | 31 december 1928 | D          |                |
| 44   |                                              | Franklin Delano Roosevelt                    | Franklin Delano Roosevelt (1882–1945)        | 1 januari 1929   | 31 december 1932 | D          | 1928           |
| 44   | 1930                                         | Franklin Delano Roosevelt                    | Franklin Delano Roosevelt (1882–1945)        | 1 januari 1929   | 31 december 1932 | D          |                |
| 45   |                                              | Herbert Lehman                               | Herbert Lehman (1878–1963)                   | 1 januari 1933   | 3 december 1942  | D          | 1932           |
| 45   | 1934                                         | Herbert Lehman                               | Herbert Lehman (1878–1963)                   | 1 januari 1933   | 3 december 1942  | D          |                |
| 45   | 1936                                         | Herbert Lehman                               | Herbert Lehman (1878–1963)                   | 1 januari 1933   | 3 december 1942  | D          |                |
| 45   | 1938                                         | Herbert Lehman                               | Herbert Lehman (1878–1963)                   | 1 januari 1933   | 3 december 1942  | D          |                |
| 46   |                                              | Charles Poletti                              | Charles Poletti (1903–2002)                  | 3 december 1942  | 31 december 1942 | D          |                |
| 47   |                                              | Thomas Dewey                                 | Thomas Dewey (1902–1971)                     | 1 januari 1943   | 31 december 1954 | R          | 1942           |
| 47   | 1946                                         | Thomas Dewey                                 | Thomas Dewey (1902–1971)                     | 1 januari 1943   | 31 december 1954 | R          |                |
| 47   | 1950                                         | Thomas Dewey                                 | Thomas Dewey (1902–1971)                     | 1 januari 1943   | 31 december 1954 | R          |                |
| 48   |                                              | William Averell Harriman                     | William Averell Harriman (1891–1986)         | 1 januari 1955   | 31 december 1958 | D          | 1954           |
| 49   |                                              | Nelson Rockefeller                           | Nelson Rockefeller (1908–1979)               | 1 januari 1959   | 18 december 1973 | R          | 1958           |
| 49   | 1962                                         | Nelson Rockefeller                           | Nelson Rockefeller (1908–1979)               | 1 januari 1959   | 18 december 1973 | R          |                |
| 49   | 1966                                         | Nelson Rockefeller                           | Nelson Rockefeller (1908–1979)               | 1 januari 1959   | 18 december 1973 | R          |                |
| 49   | 1970                                         | Nelson Rockefeller                           | Nelson Rockefeller (1908–1979)               | 1 januari 1959   | 18 december 1973 | R          |                |
| 50   |                                              | Malcolm Wilson                               | Malcolm Wilson (1914–2000)                   | 18 december 1973 | 31 december 1974 | R          |                |
| 51   |                                              | Hugh Carey                                   | Hugh Carey (1919–2011)                       | 1 januari 1975   | 31 december 1982 | D          | 1974           |
| 51   | 1978                                         | Hugh Carey                                   | Hugh Carey (1919–2011)                       | 1 januari 1975   | 31 december 1982 | D          |                |
| 52   |                                              | Mario Cuomo                                  | Mario Cuomo (1932–2015)                      | 1 januari 1983   | 31 december 1994 | D          | 1982           |
| 52   | 1986                                         | Mario Cuomo                                  | Mario Cuomo (1932–2015)                      | 1 januari 1983   | 31 december 1994 | D          |                |
| 52   | 1990                                         | Mario Cuomo                                  | Mario Cuomo (1932–2015)                      | 1 januari 1983   | 31 december 1994 | D          |                |
| 53   |                                              | George Pataki                                | George Pataki (1945)                         | 1 januari 1995   | 31 december 2006 | R          | 1994           |
| 53   | 1998                                         | George Pataki                                | George Pataki (1945)                         | 1 januari 1995   | 31 december 2006 | R          |                |
| 53   | 2002                                         | George Pataki                                | George Pataki (1945)                         | 1 januari 1995   | 31 december 2006 | R          |                |
| 54   |                                              | Eliot Spitzer                                | Eliot Spitzer (1959)                         | 1 januari 2007   | 17 maart 2008    | D          | 2006           |
| 55   |                                              | David Paterson                               | David Paterson (1954)                        | 17 maart 2008    | 31 december 2010 | D          | 2006           |
| 56   |                                              | Andrew Cuomo                                 | Andrew Cuomo (1957)                          | 1 januari 2011   | 24 augustus 2021 | D          | 2010           |
| 56   | 2014                                         | Andrew Cuomo                                 | Andrew Cuomo (1957)                          | 1 januari 2011   | 24 augustus 2021 | D          |                |
| 56   | 2018                                         | Andrew Cuomo                                 | Andrew Cuomo (1957)                          | 1 januari 2011   | 24 augustus 2021 | D          |                |
| 57   |                                              | Kathy Hochul                                 | Kathy Hochul (1958)                          | 24 augustus 2021 | heden            | D          |                |
| 57   | 2022                                         | Kathy Hochul                                 | Kathy Hochul (1958)                          | 24 augustus 2021 | heden            | D          |                |

## Trivia
- Vier gouverneurs werden gekozen als president van de Verenigde Staten: Van Buren, Cleveland, T. Roosevelt en F.D. Roosevelt.
- Zes gouverneurs werden gekozen als vicepresident van de Verenigde Staten: G. Clinton, Tompkins, Van Buren, Morton T. Roosevelt en Rockefeller.
- Zes gouverneurs hebben gediend als minister van Buitenlandse Zaken: Jay, Van Buren, Marcy, Seward, Fish en Hughes.
- Maar liefst zeventien gouverneurs waren onsuccesvol presidentskandidaat: G. Clinton, John Jay, D. Clinton, Marcy, Seward, Seymour, Tilden, Hill, Hughes, Sulzer, Smith, Dewey, Harriman, Rockefeller, Carey en Pataki.